# Nane Chaubert
Pour les articles homonymes, voir Chaubert.
Nadine Choubersky dite Nane Chaubert, née le 31 août 1915 à Pétrograd (Empire russe) et morte le 6 juin 1999 à Antony (Hauts-de-Seine), est une actrice française d'origine russe.

## Biographie
Fille et petite-fille d'ingénieurs saint-pétersbourgeois émigrés en France, elle a interprété une petite dizaine de rôles au cinéma entre 1935 et 1938. A la fin de sa carrière, elle était domiciliée au 8, rue du Sergent-Maginot dans le 16e arrondissement de Paris. Lors du recensement de 1936, elle avait été enregistrée à cette même adresse et sous sa véritable identité avec ses parents Hélène et Vladimir Choubersky.
Plus d'un an après la sortie de son dernier film Si tu reviens de Jacques Daniel-Norman, elle épouse en juillet 1939 en deuxième noces le réalisateur et producteur Pierre Weill récemment divorcé de l'actrice Colette Darfeuil et abandonne définitivement les plateaux de cinéma. Elle avait alors 24 ans.
On ignore ce qu'elle est devenue entre la disparition de Pierre Weill en mars 1961 et son décès 38 ans plus tard en juin 1999.

## Filmographie
- 1935 : Quelle drôle de gosse, de Léo Joannon : la collègue de Lucie[10],[11]
- 1935 : Un drôle de numéro, de Léo Mora : la cliente
- 1935 : La Flèche d'or (Freccia d'oro), de Piero Ballerini et Corrado D'Errico : une passagère étrangère dans le train
- 1936 : La Route heureuse, de Georges Lacombe : Louise[12]
- 1936 : Samson, de Maurice Tourneur
- 1937 : La Belle de Montparnasse, de Maurice Cammage
- 1937 : Mon député et sa femme, de Maurice Cammage
- 1937 : Un scandale aux Galeries, de René Sti
- 1938 : Si tu reviens, de Jacques Daniel-Norman : Nana